# شون روبنسون (ممثلة)
شون روبنسون (بالإنجليزية: Shaun Robinson)‏ هي صحفية وممثلة أمريكية، ولدت في 11 يوليو 1962 في ديترويت في الولايات المتحدة.

## أعمال

### أفلام
- بروس الخارق[5]

## وصلات خارجية
- شون روبنسون (ممثلة) على موقع IMDb (الإنجليزية)
- شون روبنسون (ممثلة) على موقع قاعدة بيانات الفيلم (الإنجليزية)